# Antonietta Brandeis
Antonietta Brandeis, née en 1848 ou 1849 à Miskowitz en Galicie, alors en Autriche-Hongrie et morte en 1920 à Venise ou en 1926, peut-être à Florence), est une artiste peintre italienne, d'origine austro-hongroise.

## Biographie
Antonietta Brandeis est née en 1849 à Miskowitz en Galicie ou en 1848. Elle a vécu à Venise pendant de nombreuses années. Elle se consacre surtout aux paysages urbains et à sa campagne environnante. Elle est en particulier connue pour : Le Canal de Regio, Pêche, Santa Maria della Salute, Le Canal de San Geremia. Elle est morte en 1920 à Venise ou en 1926 (peut-être à Florence).

## Œuvres
- A view of the Boboli Gardens[3]

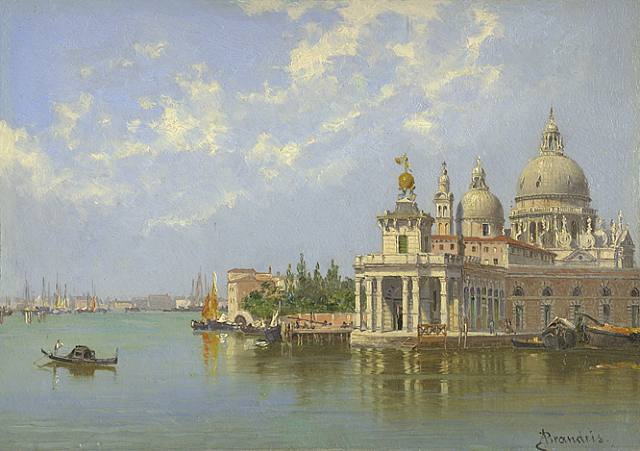
La Piazzetta, Venise, huile sur carton,avant 1926.
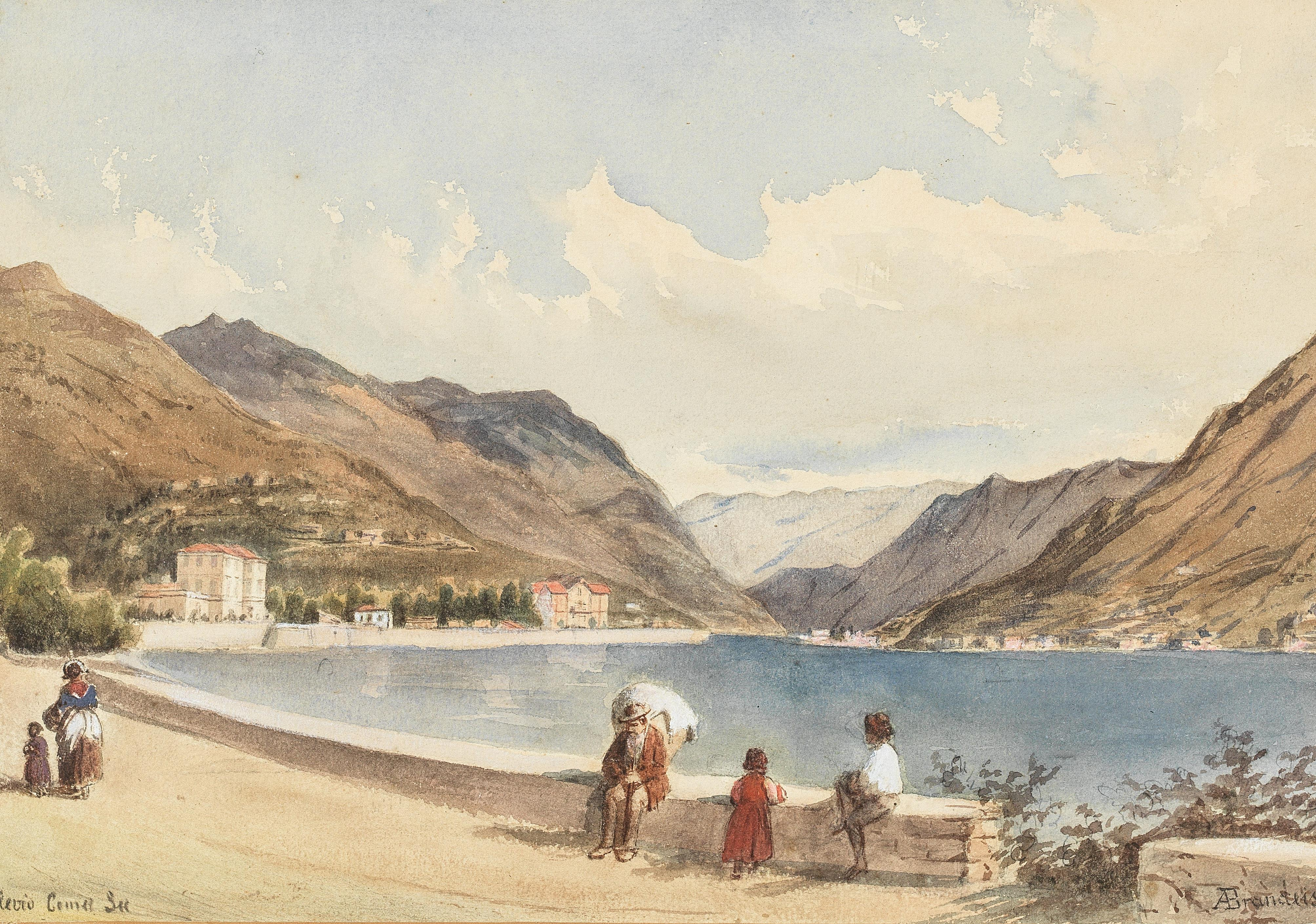
Blevio, Lac de Côme, Blevio, aquarelle, avant 1910.
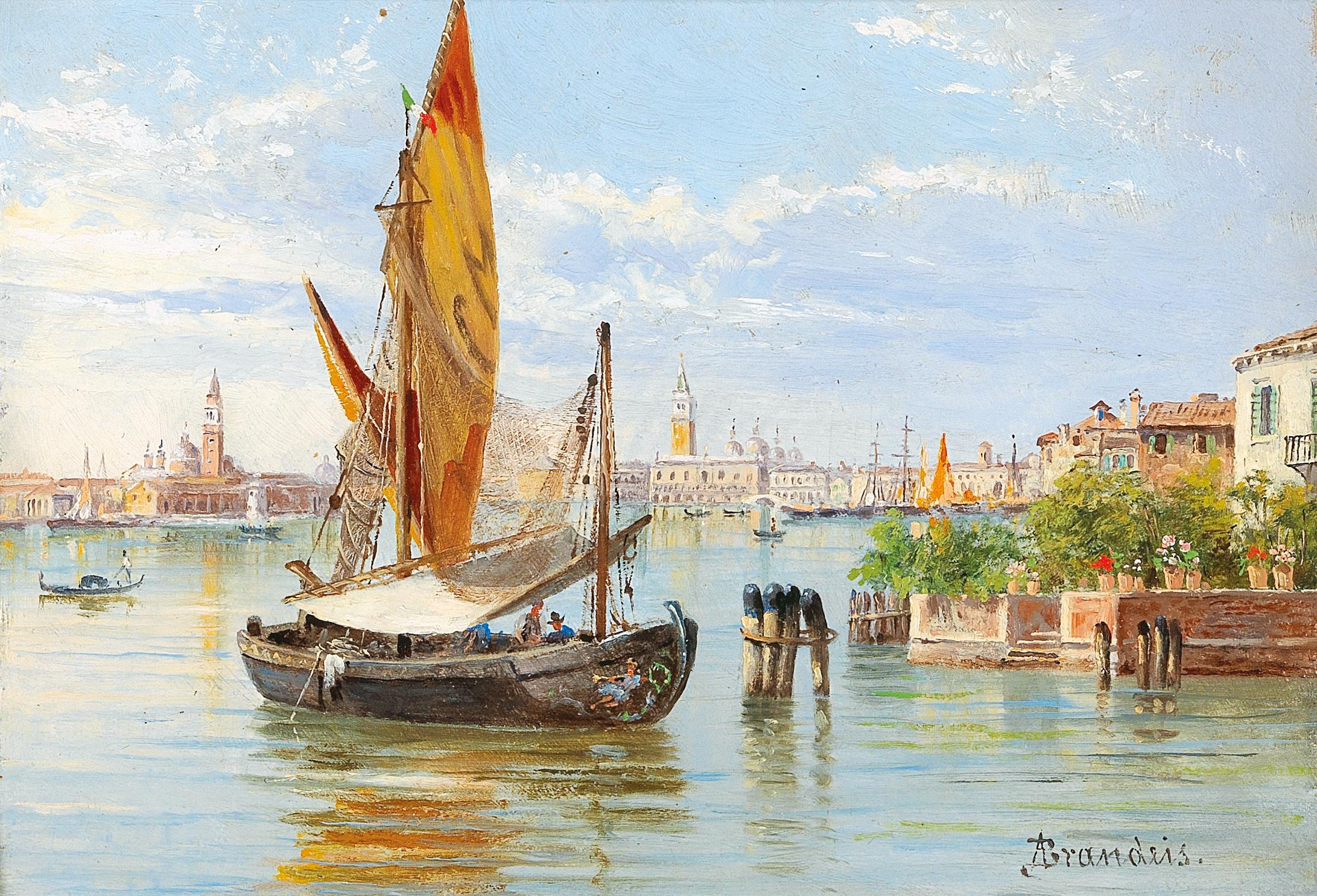
Barques de pêche, Venise, huile sur panneau de bois, avant 1910.
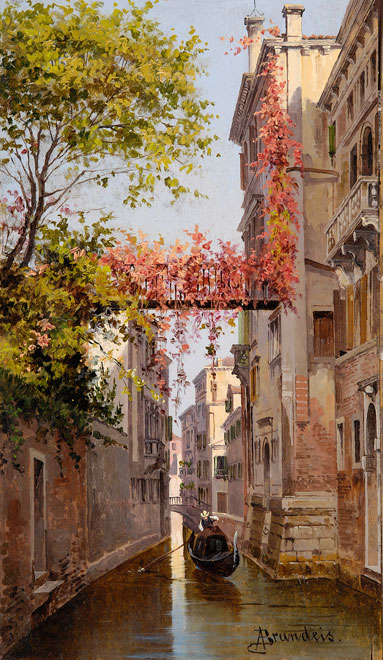
Palazzo Albrizzo, huile sur panneau de bois, avant 1926.
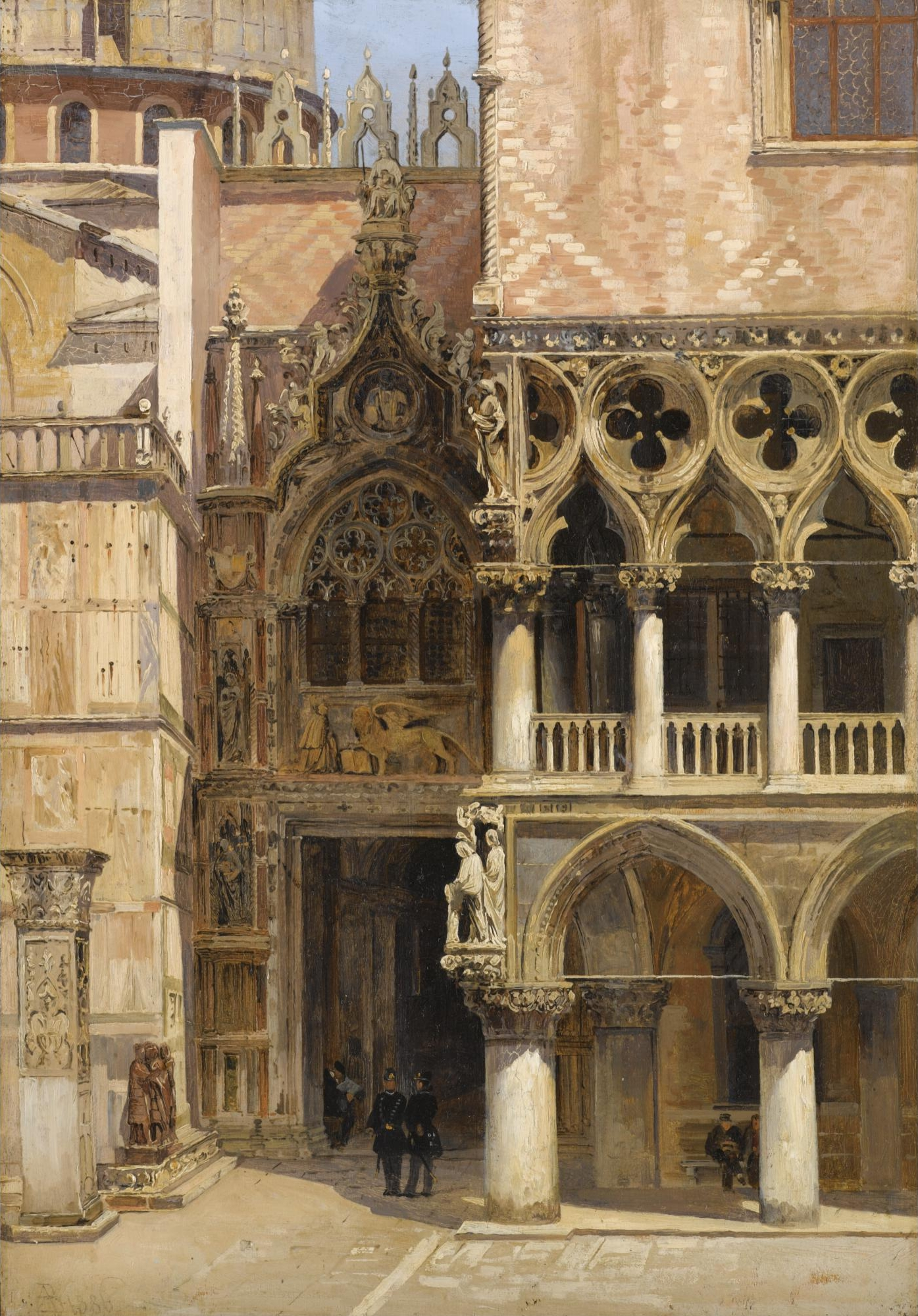
Porta della carta, huile sur carton, 1886.
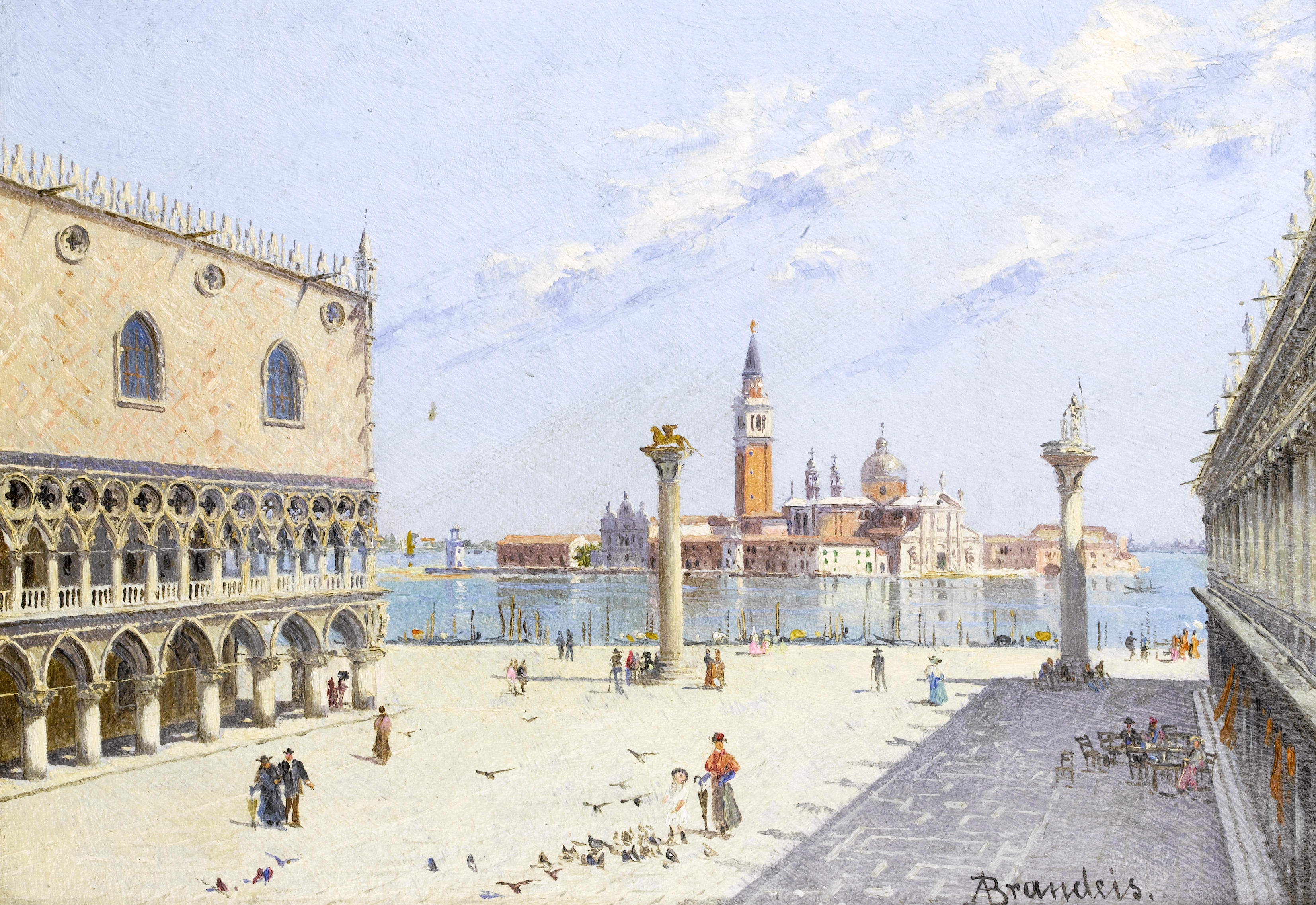
La Piazzetta, Palazzo ducale, Venezia, huile sur panneau de bois, avant 1926.